# 음악세계 (라디오 프로그램)
《음악세계》는 새벽 2시 ~ 새벽 3시 사이에 방송되었던 KBS 2FM의 라디오 프로그램이다.
1986년 4월 29일 전영혁이 KBS 라디오 《25시의 데이트》로 첫 방송되었으며, 1996년에 SBS로 자리를 옮기며 《전영혁의 FM 1077》, 《전영혁의 음악여행》으로 프로그램명이 바뀌기도 했다. 1999년부터 다시 KBS 제2FM에서 《전영혁의 음악세계》라는 이름으로 다시 프로그램이 부활되었으며, 가을 개편 이후 오전 2시 ~ 오전 3시 사이에 방송하였다가 2014년 12월 31일 방송을 끝으로 28년 만에 완전히 종영하였다.
주로 잘 알려지지 않은 좋은 곡들 및 희귀한 앨범을 선별하여 1시간 동안 방송했으며, 간단한 곡 소개 외에에 별다른 멘트가 없는 것이 특징이었다. 이러한 특성 때문에 이 프로그램을 처음 접하는 사람들은 난해하다고 하기도 했지만, 굉장히 두터운 매니아층을 형성할 정도로 유명한 프로그램이었다. 이 프로그램의 핵심은 다양성 한 마디로 요약된다.
그러나 2007년에 전영혁의 학력위조 의혹이 불거졌고, 이 사건과는 별개로 전영혁이 일신상의 사유로 방송을 끝낸다고 선언하면서 동년 10월 15일을 마지막으로 방송을 중단하였다. 2011년 11월, 4년 만에 가을 개편으로 가수 나얼이 진행을 맡아 《나얼의 음악세계》로 방송이 재개됐으며 2015년 1월 1일에 개편으로 폐지되었다.

## 연혁
- 1986년 4월 29일 《25시의 데이트》로 첫 방송 출범
- 1991년 5월 7일 《전영혁의 음악세계》로 개명
- 1996년 11월 4일 《전영혁의 음악세계》 KBS 마지막 방송
- 1996년 11월 14일 SBS 파워FM 《전영혁의 FM 1077》 방송 재개 (01:00-03:00)
- 1997년 6월 30일 《전영혁의 음악여행》으로 개명, 1시간 방송시간 축소 (01:00-02:00)
- 1999년 4월 26일 SBS FM 《전영혁의 음악여행》 마감
- 1999년 4월 27일 KBS 2FM(현 쿨FM) 《전영혁의 음악세계》 부활 (24:00-01:00)
- 1999년 11월 2일 가을 개편(02:00-03:00)으로 방송시간 변경
- 2007년 10월 15일 종방
- 2011년 11월 7일 4년 만에 가을 개편(02:00-03:00)으로 방송 재개, 현재 진행자가 가수 나얼이 맡았다.
- 2014년 12월 31일 KBS 프로그램 개편으로 재개한지 약 3년만에 폐지되었다.

## 역대 진행자
- 1대 : 전영혁 - 1986년 4월 29일 ~ 1996년 11월 4일
- 2대 : 정원영 - 1996년 11월 5일 ~ 1999년 4월 26일
- 3대 : 전영혁 - 1999년 4월 27일 ~ 2007년 10월 15일
- 4대 : 나얼 - 2011년 11월 7일 ~ 2014년 12월 31일

## 역대 시그널 뮤직
- Moments In Love / Art Of Noise /Who's Afraid Of The Art Of Noise (1984)
- Elegy / Jethro Tull / Stormwatch (1979)
- Elegy / The London Symphony Orchestra plays the music of Jethro Tull /A Classic Case (1984)
- The Oh of Pleasure / Ray Lynch / Deep Breakfast (1986)
- The Steps of Positano / Chris Botti / Midnight Without You (1997)

## 경쟁 프로그램
- 이주연의 영화음악(2:00~3:00, MBC FM4U)
- 이동진의 그럼에도 불구하고 (SBS 파워FM)

## 같이 보기
- KBS
- KBS 2FM